# 克朗 (上索恩省)
克朗（法語：Clans，法語發音：[klɑ̃] ⓘ）是法国上索恩省的一个市镇，属于沃苏勒区。

## 地理
克朗（47°36'9"N, 6°2'22"E）面积4.37 平方千米，位于法国勃艮第-弗朗什-孔泰大區上索恩省，该省份为法国东部内陆省份，北起顺时针与孚日省、贝尔福地区省、杜省、汝拉省、科多尔省和上马恩省接壤。
与克朗接壤的市镇（或旧市镇、城区）包括：拜涅、拉兹。

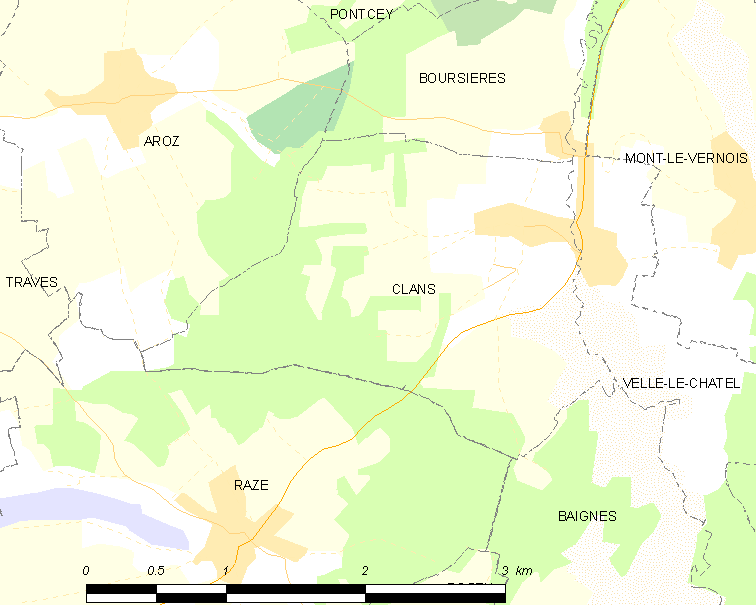
的OSM定位图

克朗的时区为UTC+01:00、UTC+02:00（夏令时）。

## 行政
克朗的邮政编码为70000，INSEE市镇编码为70158。

## 政治
克朗所属的省级选区为索恩河畔塞和圣阿尔班县。

## 人口

1962-2008年间人口变化图示

克朗于2022年1月1日时的人口数量为106人。